# Danse érotique

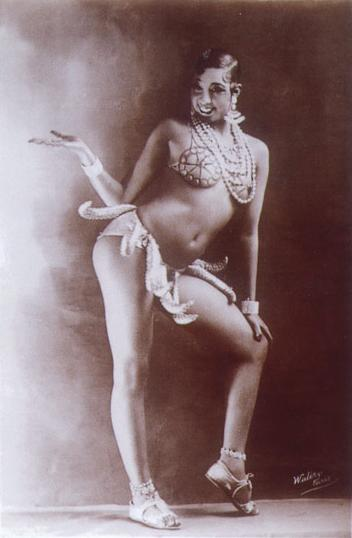
Joséphine Baker dans une de ses danses légendaires.

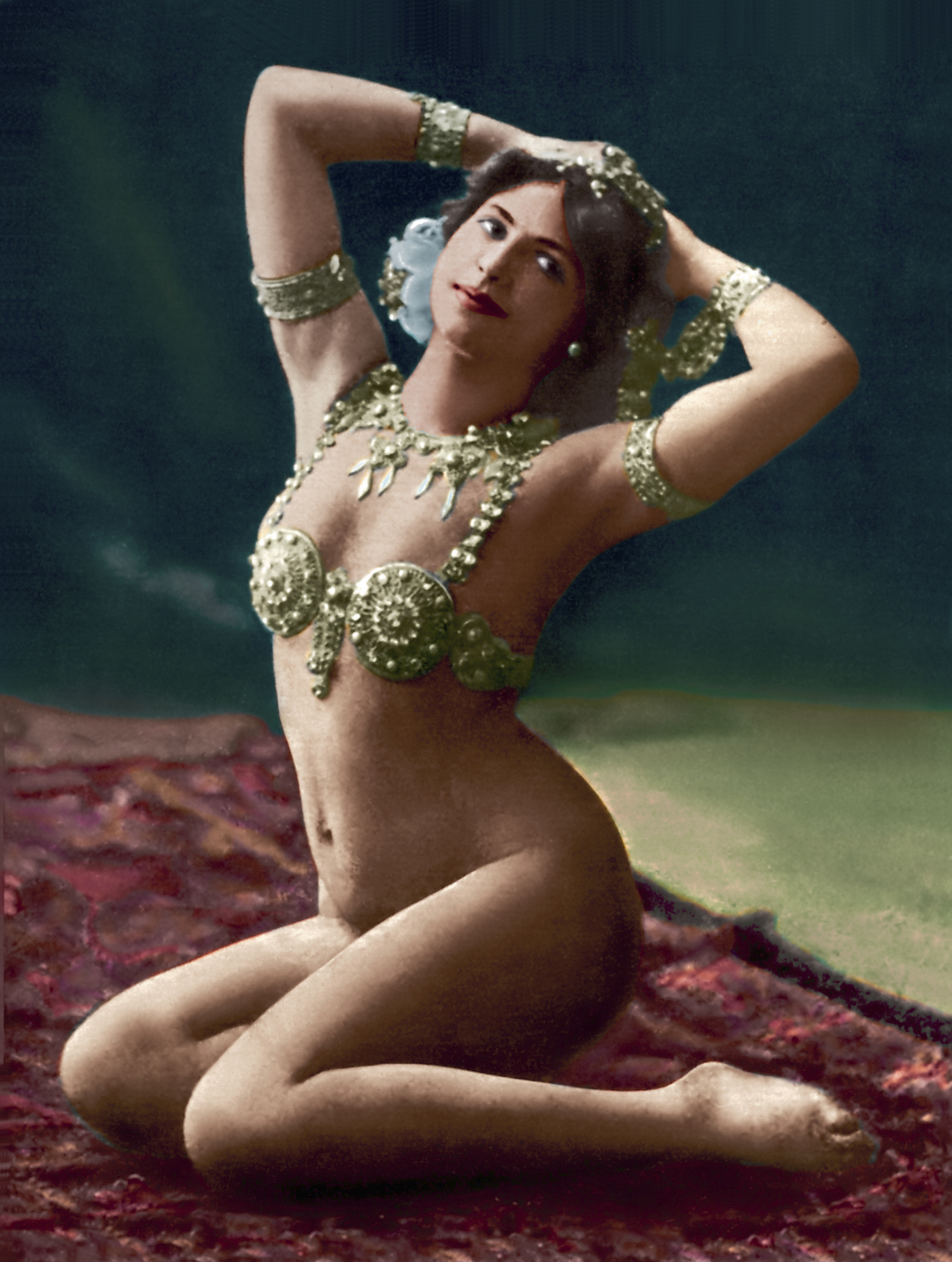
Mata Hari, une autre danseuse exotique célèbre.

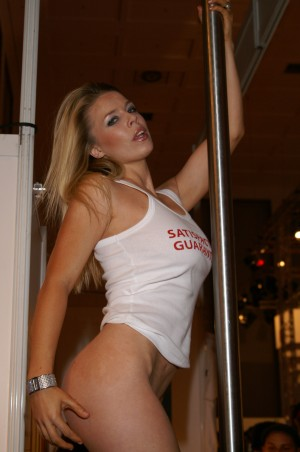
Kelly Stafford, une strip-teaseuse pratiquant le pole dance.

Les danses érotiques (dites également « sensuelles ») sont des danses visant principalement à exciter le partenaire, celui qui regarde ou participe. Cela se compare aux autres grandes catégories de la danse en fonction du but recherché.
L'habillement pour pratiquer ce genre de danse est souvent minime, et peut être graduellement diminué ou totalement supprimé. La nudité, cependant, n'est pas une exigence de la danse érotique. La culture et la capacité du corps humain sont des composantes esthétiques importantes dans de nombreux styles de danses.

## Genres
Il existe de nombreux genres de danses érotiques :
- Le « bouyon » est une danse antillaise qui se caractérise par sa provocation. On y retrouve les mouvements du bassin et des paroles osées dans la musique qui accompagne la danse[1],[2].
- Le « cancan » est une danse ancienne où une lignée de femmes balancent leurs jambes et jouent avec leurs longues robes.
- Le cage dancing est un type spécifique de la danse érotique, effectué dans une cage, le plus souvent à une boîte de nuit ou une salle de danse.
- Le choke.
- Le daggering (en) est une danse de Jamaïque qui ressemble au grinding dans le fait que l'homme se frotte à la femme. Cette danse s'est vu bannir de Jamaïque pour des raisons médicales (des fractures du pénis[3]).
- Le dancehall est une danse de Jamaïque dans lequel il y a un jeu de séduction entre les Dancehall Queens et les Rude Boys. Les danseuses font des mouvements du bassin. Les danseurs quant à eux jouent leur rôle de l'homme viril[4].
- La danse du ventre, d'inspiration orientale.
- La danse des sept voiles que l'on fait remonter à Salomé tentant le roi Hérode.
- La danse orientale tribale
- Le grinding ou collé-serré est une danse où deux ou plusieurs danseurs frottent leur corps (en particulier les organes génitaux) les uns contre les autres d'une manière sexuellement suggestive.
- La kizomba est une danse africaine qui se caractérise par sa sensualité. La femme quant à elle peut faire des mouvements du bassin.
- La lambada est une danse où un couple, corps contre corps ondule des hanches et des épaules et coince de temps en temps un de ses genoux entre les jambes du partenaire.
- Le lap dance est une danse où une personne est assise et une autre personne la rejoint en effectuant une prestation rythmique devant elle, se dénude et la frôle jusqu'à s'asseoir sur elle et s'y frotter.
- Le pole dance est une forme de danse-gymnastique qui fait coordonner musculature, endurance et sensualité. Il s'agit de danser sensuellement avec un poteau vertical qui est souvent utilisé par les strip-teaseuses. Des danses existent aussi avec d'autres accessoires :
  - la danse sur table est une danse érotique effectué normalement sur une table dans un bar ;
  - La bubble dance se pratique avec une énorme bulle ;
  - la fan dance avec des plumes d'autruche ;
  - la gown-and-glove dance est une forme de sexe comme celui pratiqué par Rita Hayworth dans le film Gilda.
- Le striptease est une forme de spectacle érotique qui consiste pour une personne à se débarrasser de plus en plus de vêtements pour finir très dévêtue, voire nue.
- Le twerk (twerking) est une danse qui incite à l'acte sexuel[5],[6].
- La nab dance est une danse de contact où les deux partenaires se touchent.
- Le perreo / perreando.
- Le kwasa kwasa (Congo).
- La mapouka.
- Le ronggeng et aussi le jaipongan sont des danses de l'île de Java. Depuis longtemps ces danses ont une réputation sulfureuse à cause de leurs mouvements sensuels. Elles sont pratiquées surtout pendant les mariages[7].
- Le zouk, pratiqué « collé-serré », est une danse mettant en pratique des mouvements de hanches.